# Condado de Clinton (Indiana)
O Condado de Clinton é um dos 92 condados do Estado americano de Indiana. A sede do condado é Frankfort, e sua maior cidade é Frankfort. O condado possui uma área de 1 050 km² (dos quais 0 km² estão cobertos por água), uma população de 33 866 habitantes, e uma densidade populacional de 32 hab/km² (segundo o censo nacional de 2000). O condado foi fundado em 1830.